# 리올라사르도
리올라사르도(Riola Sardo)는 사르데냐어로 아리오라 또는 아리올라라고 불리며, 이탈리아 사르데냐 주 오리스타노도의 코무네 (지방 자치체)로, 칼리아리에서 북서쪽으로 약 100 킬로미터 (62 mi), 오리스타노에서 북쪽으로 약 11 킬로미터 (7 mi) 떨어진 곳에 위치한다. 2004년 12월 31일 기준으로 인구는 2,132명이며 면적은 48.2 제곱킬로미터 (18.6 mi2)이다.
리올라사르도는 다음 지방 자치 단체와 접경한다: 바라틸리산피에트로, 카브라스, 나르볼리아, 누라키, 산베로밀리스.